# Cronache di Holinshed

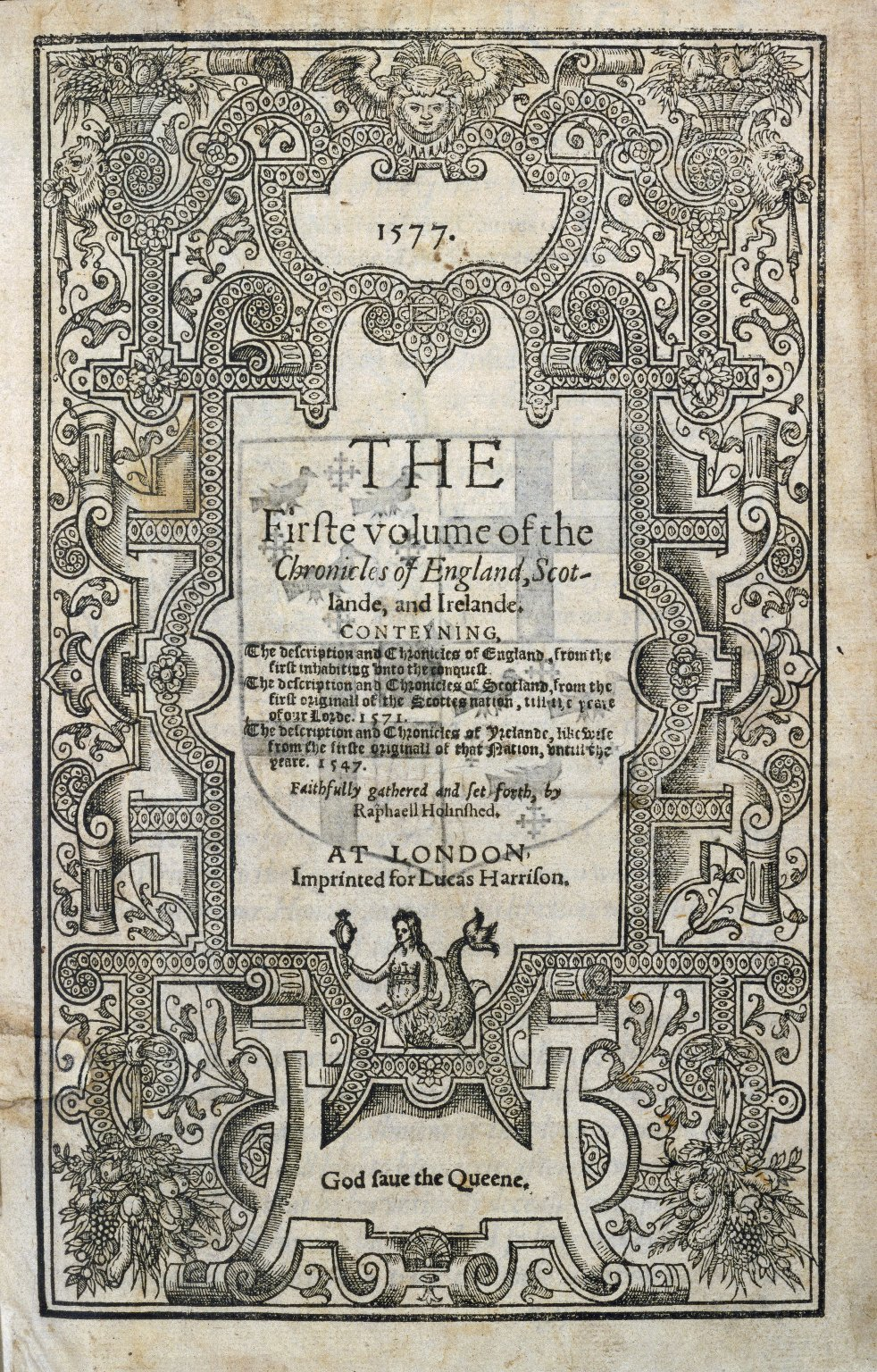
La prima edizione delle Cronache di Holinshed

Le Cronache di Holinshed è un'opera in diversi volumi e uscita in due diverse edizioni (1577 e 1587), che offre un'ampia e completa descrizione della storia d'Inghilterra, di Scozia e d'Irlanda.

## Storia dell'opera
Nel 1548 Reginald Wolfe, uno stampatore londinese, originario della Gheldria, decise di creare una cosmografia universale di tutto il mondo, che comprendesse anche alcune storie di ogni nazione conosciuta. Voleva che il lavoro fosse stampato in inglese e che fosse corredato da mappe e illustrazioni. Per tale ragione Wolfe acquistò molte delle opere di John Leland e con queste costruì cronologie e disegnò mappe aggiornate. Quando si rese conto che non poteva completare questo progetto da solo, assunse come aiutanti Raphael Holinshed e William Harrison.
Wolfe morì nel 1573 senza aver ancora completato il progetto, che, trasformato in un lavoro specifico sulle isole britanniche, fu portato avanti e gestito da un consorzio di tre membri di cartolerie londinesi. Costoro tennero con sé Holinshed, che assunse Harrison, Richard Stanyhurst, Edmund Campion e John Hooker. L'opera ebbe due edizioni, una nel 1577, fu pubblicata in due volumi dopo aver subito la censura del Privy Council su parte del contributo di Stanyhurst sull'Irlanda, a cui seguì una seconda edizione nel 1587.

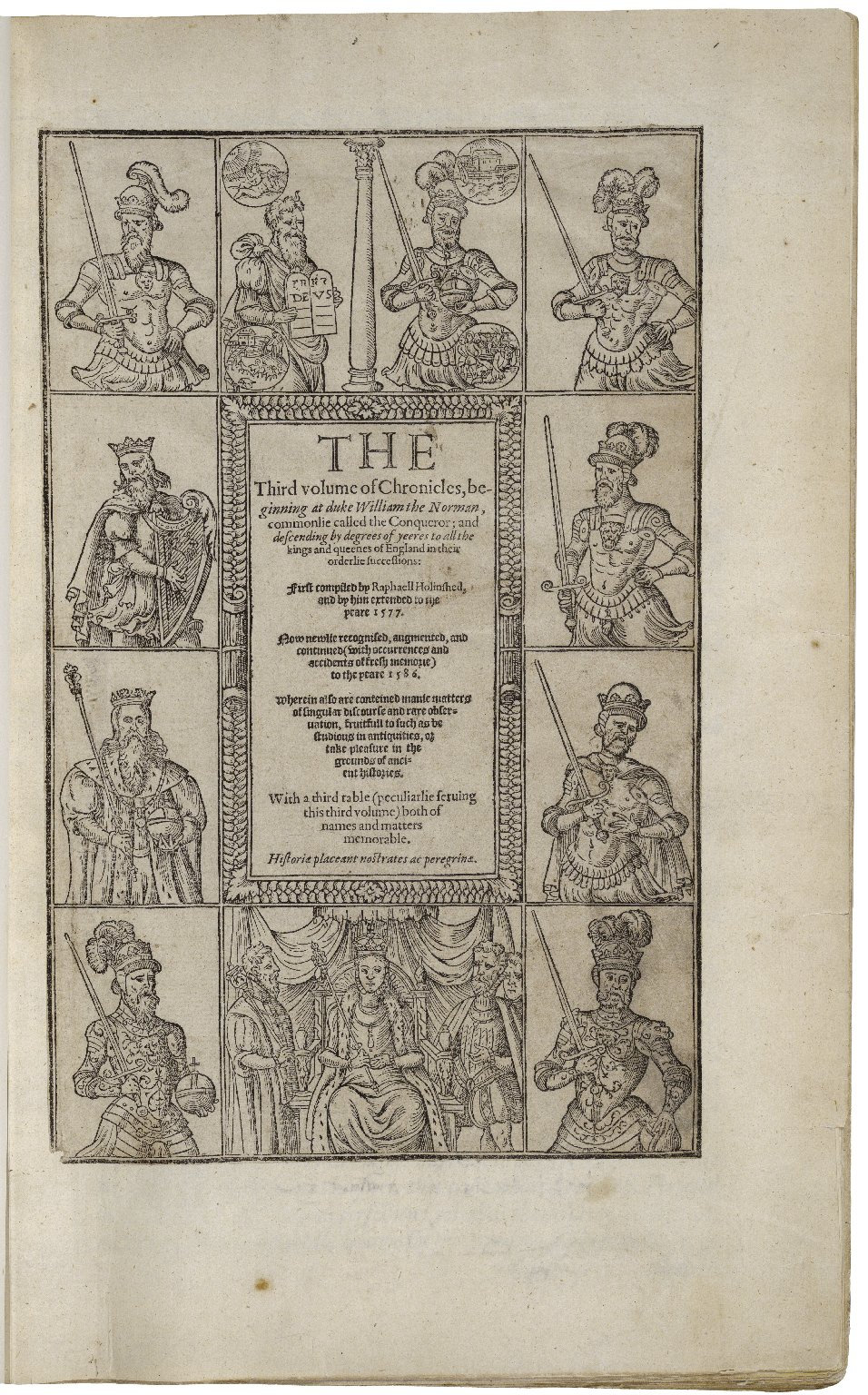
La seconda edizione dell'opera

## Fonte per Shakespeare
Si ritene che William Shakespeare abbia attinto alla seconda edizione dell'opera per la maggior parte delle sue opere storiche, per la trama del Macbeth, ma apportando diverse modifiche e per parti del Re Lear e del Cymbeline.

### Edizione moderna
- Holinshed, Raphael. Holinshed's Chronicles England, Scotland, and Ireland. Ed. Vernon F. Snow. New York: AMS, 1965.